# Astichus maculatus
Astichus maculatus är en stekelart som beskrevs av Karl-Johan Hedqvist 1969. Astichus maculatus ingår i släktet Astichus och familjen finglanssteklar.
Artens utbredningsområde är:
- Tyskland.
- Sverige.

Arten är reproducerande i Sverige. Inga underarter finns listade.